# پورتو سانت‌الپیدیو
پورتو سانت‌الپیدیو (به ایتالیایی: Porto Sant'Elpidio) یک کومونه در ایتالیا است که در استان فرمو واقع شده‌است. پورتو سانت‌الپیدیو ۱۸٫۱۴ کیلومتر مربع مساحت و ۲۵٬۱۱۸ نفر جمعیت دارد و ۴ متر بالاتر از سطح دریا واقع شده‌است.